# Ryan De Vries
Ryan De Vries (* 14. September 1991 in Kapstadt, Südafrika) ist ein neuseeländisch-südafrikanischer Fußballspieler, der hauptsächlich auf der Position eines Mittelstürmers eingesetzt wird.

## Karriere

### Klub
Aus der Jugend von Waitakere United kommend, spielte er ab Mai 2011 zeitweise im Team des australischen Klubs Bentleigh Greens SC, bis er ab Sommer 2011 in den Kader der ersten Mannschaft von Waitakere kam. Für diese spielte er in den folgenden Jahren immer im Wechsel. Vier Mal wurde er in den folgenden Jahren mit Waitakere neuseeländischer Meister. Im September verließ er die beiden Klubs und schloss sich dem Auckland City FC an. Es folgten drei weitere Meisterschaften als auch vier weitere Siege der OFC Champions League (in der Saison 2017 wurde er mit sechs Treffern hier Torschützenkönig), welche ihm so zusätzlich noch Einsätze in der Klub-WM ermöglichten. Er erhielt bei der ersten Teilnahme im Jahr 2013 noch keinen Einsatz, war dann aber ein Jahr später dabei, wo er mit seiner Mannschaft den dritten Platz erreichte und auch immer eingesetzt wurde. Am Ende erzielte er nebst einer Vorlage auch ein eigenes Tor im letzten Spiel gegen CD Cruz Azul.
Zur Saison 2018 wechselte er nach Japan, wo er sich dem FC Gifu in der J2 League anschloss. Nach zwei Spielzeiten schloss er sich in Irland den Sligo Rovers an. Mit dem Klub aus der Premier Division spielte er einige Partien in der Qualifikation zur UEFA Europa Conference League Saison 2021/22. Seit Anfang 2022 steht er erneut bei Auckland City unter Vertrag. Mit diesen gewann er seitdem erneut jeweils einmal die Meisterschaft sowie die OFC Champions League. Auch bei der Klub-WM 2022 war er dabei.

### Nationalmannschaft
Nach Einsätzen für die U-20 von Neuseeland wurde er lediglich ein einziges Mal für die neuseeländische A-Nationalmannschaft eingesetzt. Bei einer 0:1-Freundschaftsspielniederlage gegen Südkorea am 31. März 2015 stand er hier in der Startelf.